# Mieczysław Kozłowski
Mieczysław Kozłowski pseud. Wiktor (ur. 13 maja 1876 w Wilnie, zm. 3 marca 1927 w Moskwie) – działacz i członek Zarządu Głównego SDKPiL, prawnik, dyplomata sowiecki.

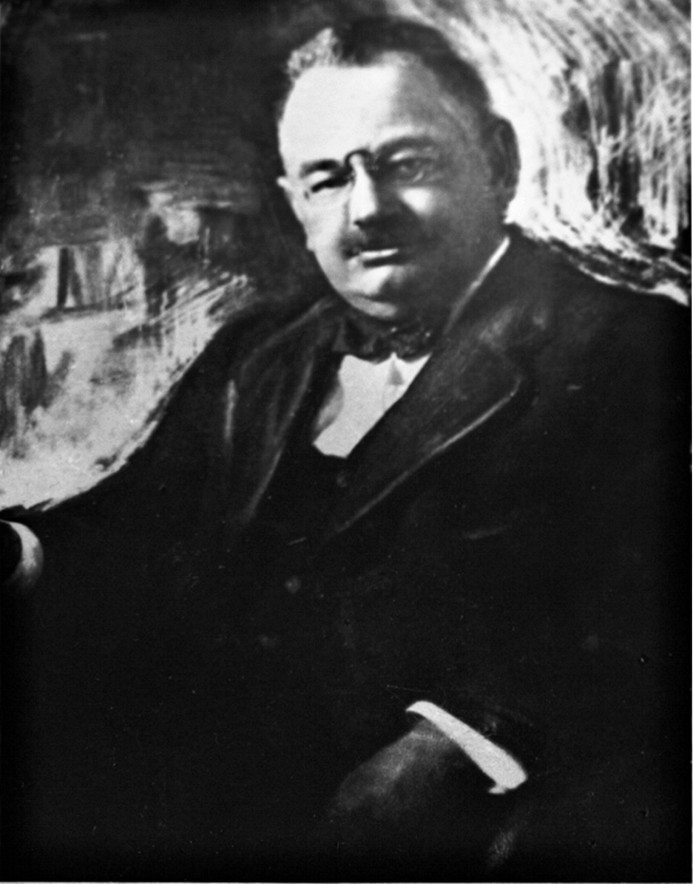
Mieczysław Kozłowski w 1917 r.

## Życiorys
Syn polskiego szlachcica Juliusza. Podczas nauki w wileńskim gimnazjum wstąpił do socjalistycznego kółka samokształceniowego (którym później sam kierował), gdzie zapoznał się z pracami Marksa, Engelsa, Lassalle'a, Kautsky'ego i Lafargue'a.
1893-1894 organizował kółka robotnicze w Wilnie, a następnie w Moskwie jako student tamtejszego uniwersytetu. W 1896 wstąpił do Związku Robotniczego na Litwie; w listopadzie tego samego roku został aresztowany i osadzony w więzieniu Butyrki za udział w protestach studenckich. Od 1897 kierownik i wydawca nielegalnego pisma w Wilnie "Przegląd Robotniczy" Od grudnia 1899 członek 4-osobowego komitetu, który następnie opracował program i statut SDKPiL. 1900-1901 członek Zarządu Głównego SDKPiL, a następnie Komitetu Wileńskiego SDKPiL. W sierpniu 1900 uczestniczył w II Zjeździe SDKPiL w Otwocku, w lutym 1901 w konferencji SDKPiL w Białymstoku, w czerwcu 1906 w V Zjeździe SDKPiL w Zakopanem. Członek Wojskowo-Rewolucyjnej Organizacji, agitator wśród żołnierzy, członek Strajkowego Komitetu Rewolucyjnego podczas rewolucji 1905.
W marcu 1907 był przedstawicielem Lenina w specjalnym sądzie partyjnym. Następnie był obrońcą w wielu procesach politycznych w Petersburgu; wstąpił też do partii bolszewickiej. W 1914 wydawał wraz ze Zbigniewem Fabierkiewiczem legalne pismo SDKPiL "Nowa Trybuna". W jego mieszkaniu łącznik niemieckiego wywiadu przekazywał pieniądze na finansowanie działań bolszewików w tym przede wszystkim na gazetę "Prawda". Po rewolucji lutowej i obaleniu caratu 1917 wszedł w skład Komitetu Wykonawczego Piotrogrodzkiej Rady Delegatów Robotniczych i Żołnierskich (RDRiŻ), w której był reprezentantem piotrogrodzkiej grupy SDKPiL. Rzecznik prawny reaktywowanego pisma "Prawda". Od czerwca 1917 przewodniczący Wyborskiej Dumy Dzielnicowej w Piotrogrodzie i członek Tymczasowej Dumy Miejskiej Piotrogrodu. Latem 1917 był członkiem ogólnorosyjskiego Centralnego Komitetu Wykonawczego (CKW) Rad z ramienia SDKPiL i przedstawicielem KC SDPRR(b) w komisji do opracowania ordynacji wyborczej do Konstytuanty. Od listopada 1917 członek Komisji Śledczej Piotrogrodzkiego Komitetu Wojskowo-Rewolucyjnego w sprawie "spisków kontrrewolucyjnych", a od grudnia 1917 kierownik wydziałów: Redakcyjnego, Śledczego i Konsultacyjnego Kolegium Komisariatu Ludowego Sprawiedliwości.
Od 29 marca 1918 do 15 listopada 1920 przewodniczący Małej Rady Komisarzy Ludowych Rosyjskiej Federacyjnej Socjalistycznej Republiki Radzieckiej (RFSRR). Pod koniec sierpnia 1918 prowadził pierwsze przesłuchanie Fanny Kapłan po dokonaniu przez nią zamachu na Lenina. W styczniu 1919 opracował "Podstawowe wytyczne w sprawie prawa karnego RFSRR" ogłoszone w grudniu 1919 jako uchwała Komisariatu Ludowego Sprawiedliwości RFSRR. Od 10 lutego 1919 komisarz ludowy sprawiedliwości Litwy, a od 27 lutego 1919 Republiki Litewsko-Białoruskiej i członek CKW tej Republiki (do kwietnia 1919, gdy te rejony zostały zajęte przez wojska polskie). Brał udział w VIII Zjeździe RKP(b) w marcu 1919 jako delegat Komunistycznej Partii Litwy i Białorusi. 1919-1921 wykładał zasady sowieckiej polityki karnej na Komunistycznym Uniwersytecie im. Swierdłowa i na kursach Czeki. Na początku lat 20. brał aktywny udział w opracowywaniu sowieckiego prawa karnego. 1922-1923 konsul generalny RFSRR w Austrii, później główny doradca prawny Komisariatu Ludowego Komunikacji ZSRR. Był żonaty z działaczką SDKPiL Marią Czyżyk, z którą miał dwoje dzieci, a następnie z Sofią Wachtangową, z którą miał jednego syna.